# Liste der Premierminister von Tansania

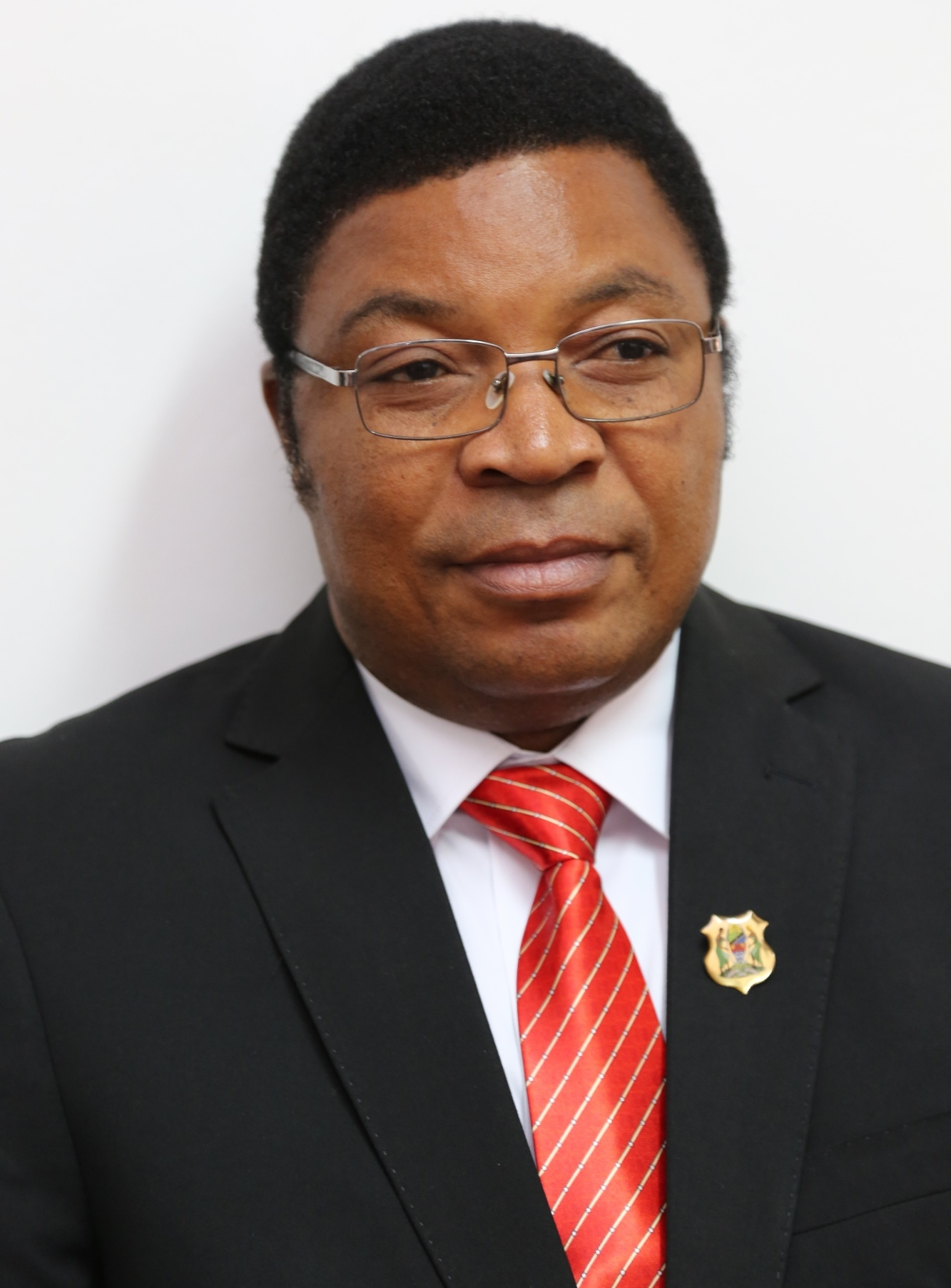
Kassim Majaliwa, derzeitiger Premierminister von Tansania

Diese Liste umfasst die Premierminister von Tansania seit der Unabhängigkeit des afrikanischen Staates.
| Name                   | Lebensdaten | Amtszeit                              |
| ---------------------- | ----------- | ------------------------------------- |
| Rashidi Kawawa         | 1926–2009   | 22. Januar 1962 – 9. Dezember 1962    |
| Edward Moringe Sokoine | 1938–1984   | 13. Februar 1977 – 7. November 1980   |
| Cleopa David Msuya     | 1931–2025   | 7. November 1980 – 24. Februar 1983   |
| Edward Moringe Sokoine | s. o.       | 24. Februar 1983 – 12. April 1984     |
| Salim Ahmed Salim      | * 1942      | 24. April 1984 – 5. November 1985     |
| Joseph Sinde Warioba   | * 1940      | 5. November 1985 – 9. November 1990   |
| John Malecela          | * 1934      | 9. November 1990 – 7. Dezember 1994   |
| Cleopa David Msuya     | s. o.       | 7. Dezember 1994 – 28. November 1995  |
| Frederick Sumaye       | * 1950      | 28. November 1995 – 30. Dezember 2005 |
| Edward Lowassa         | 1953–2024   | 30. Dezember 2005 – 7. Februar 2008   |
| Mizengo Pinda          | * 1948      | 8. Februar 2008 – 20. November 2015   |
| Kassim Majaliwa        | * 1960      | seit 20. November 2015                |